# 776 TCN
776 TCN là một năm trong lịch La Mã.

## Sự kiện
```
Đại hội thể thao 
Olympic
 lần đầu diễn ra
```